# Kay One

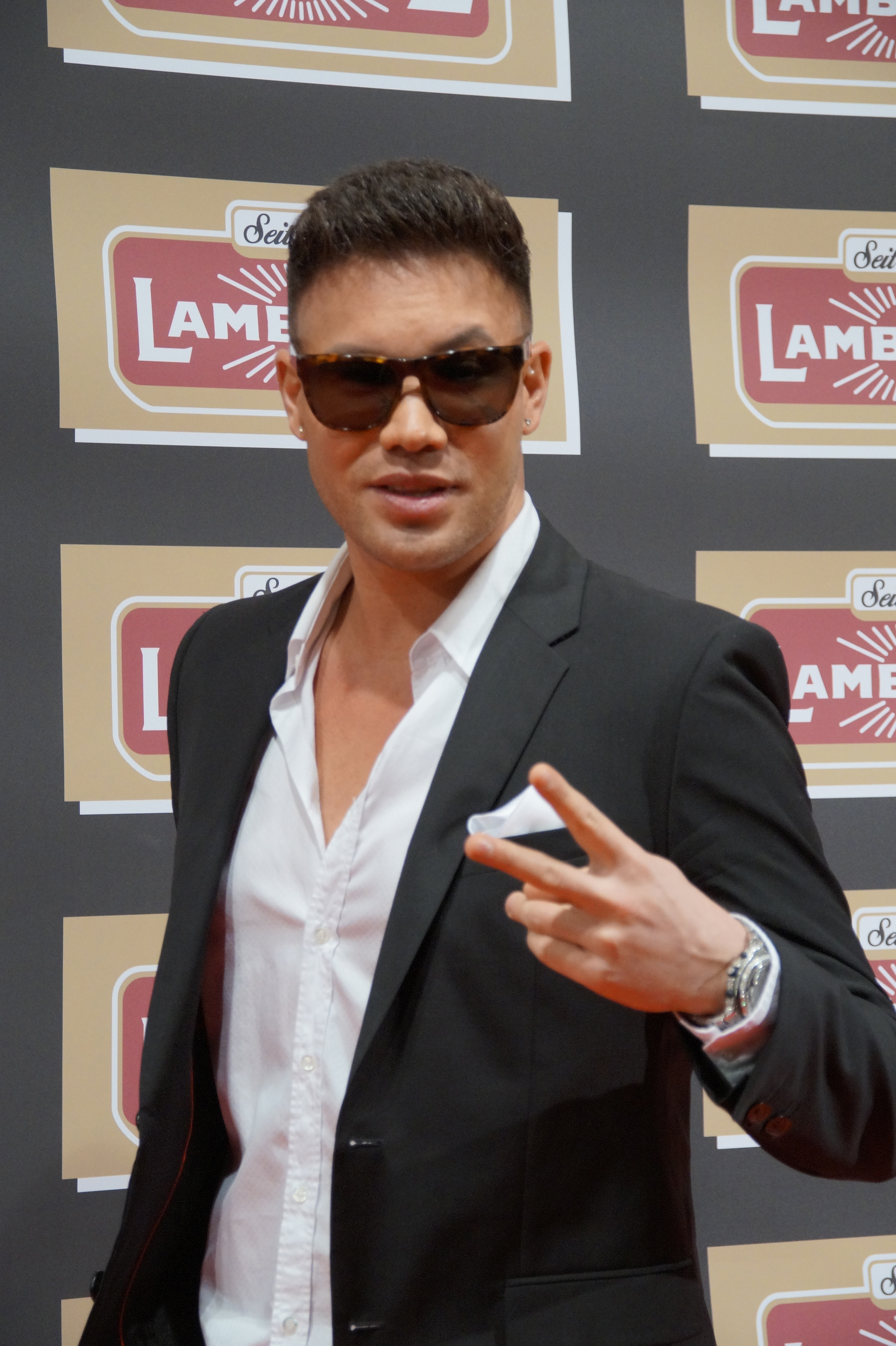
Kay One (2016)

Kay One (auch Prince Kay One; bürgerlich Kenneth Brodowski, früher auch Kenneth Glöckler; * 7. September 1984 in Friedrichshafen) ist ein deutscher Rapper.

## Leben
Kay One wuchs in Ravensburg als zweiter von drei Söhnen eines Deutschen und einer Filipina auf. Beeinflusst von seinem älteren Bruder, fing er mit 13 Jahren an zu rappen. Er hat keinen Schulabschluss.

### Anfänge
Mit 17 Jahren bekam er gemeinsam mit dem Rapper Jaysus, über den Rapper Kool Savas, seinen ersten Plattenvertrag bei Royal Bunker. Zusammen nannten sich die Künstler Chablife. Nach der Trennung im Jahre 2005 unterschrieb Kay One bei Eko Freshs Label German Dream. Nachdem er bemerkte, dass er bei diesem Plattenlabel nicht zum erhofften Erfolg kommen konnte, zog er aus finanziellen Gründen von Köln zum Bodensee zurück. Ende Dezember 2006 lernte er Bushido kennen und wechselte 2007 zu dessen Label ersguterjunge.
Durch Gastbeiträge auf Alben anderer Hip-Hop-Musiker und Lieder, die er kostenlos im Internet anbot, erlangte Kay One erste Bekanntheit. Weitere Aufmerksamkeit erhielt er durch seine Beiträge auf dem ersguterjunge-Sampler Alles Gute kommt von unten (2007) sowie aufgrund seiner engen Zusammenarbeit mit Bushido, unter anderem als Back-up-Rapper. Die Single Alles Gute kommt von unten, die er gemeinsam mit Bushido und Chakuza aufgenommen hatte, gelangte in Deutschland wie auch in Österreich in die Charts. In seiner Zeit bei ersguterjunge unterstützte Kay One Bushido im Streit gegen das Label Aggro Berlin, indem er mit Bushido den Disstrack S.I.D.O. veröffentlichte.
Später produzierte Kay One den Song Live 2 Live, in dem er wiederum Sido, der dem Label Aggro Berlin angehörte, angriff. Ende des Jahres 2010 schlossen Sido und Bushido Frieden und veröffentlichten das Album 23, auf dem auch Kay One einen Gastbeitrag hatte. Kay One spielte eine Nebenrolle in Bushidos 2010 erschienenem Film Zeiten ändern Dich. Zuvor war er bereits auf dem Soundtrack des Films Horst Schlämmer – Isch kandidiere! vertreten. Anfang 2009 gewann Kay One in der Kategorie Newcomer einen Juice Award.

### Kenneth allein zu Haus (2010)
Am 7. Mai 2010 kam Kay Ones Debüt-Album Kenneth allein zu Haus heraus. Es enthält Features von Fler, Bushido, Philippe, Frauenarzt, Nyze und Kay Ones früheren Rap-Kollegen Benny Blanko. Als erste offizielle Single wurde Ich brech die Herzen ausgekoppelt, die Platz 67 der deutschen Charts erreichte. Zu den Singles Ich brech die Herzen und Style & das Geld wurden Videos gedreht.
Mitte Oktober 2010 veröffentlichte Kay One zusammen mit Bushido und Fler Berlins Most Wanted. Das Album erreichte den zweiten Platz der deutschen Charts und die gleichnamige Single die Position 31. Das Album enthält außer Gastauftritten von Cosimo Citiolo keine Features.

### Prince of Belvedair (2012)
Im Jahr 2012 erschien Kay Ones zweites Solo-Album Prince of Belvedair, das ebenfalls über Bushidos Label ersguterjunge veröffentlicht wurde. Erste Singleauskopplung des Albums war I Need a Girl (Part 3) zusammen mit dem US-amerikanischen Sänger Mario Winans. Sie platzierte sich in den deutschen Charts auf Platz 29. Das dazugehörige Musikvideo erschien im Februar 2012 auf YouTube. Auf der Single befindet sich mit Rain on You noch ein weiterer Song, zu dem ebenfalls ein Video gedreht wurde. Im Juni 2012 erschien ein Mannschaftssong für die deutsche Fußballnationalmannschaft bei der Fußball-EM 2012, als Download-Single mit dem Titel Finale wir kommen. Der deutsche Rapper Shindy hatte einen Gastauftritt im Song. Das dazugehörige Musikvideo erschien auf YouTube. Im August 2012 erschien ein Remix der Single Dancing in London von Patrick Miller und Kay One, der als Download veröffentlicht wurde. Am 24. November 2012 erschien ein Musikvideo zu Bottles & Models, welches Kay One mit dem US-amerikanischen Rapper Red Café aufnahm.
Im Dezember 2012 fand nach zahlreichen Clubauftritten das erste Konzert zum Album Prince of Belvedair in Dortmund statt.

### Rich Kidz (2013)

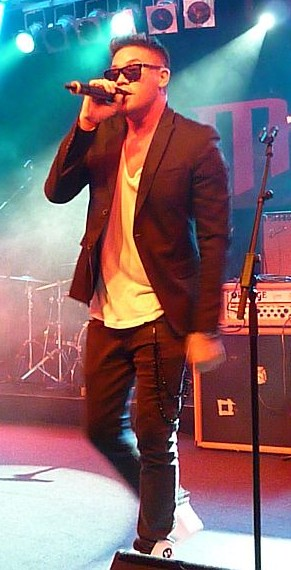
Kay One bei Music Meets Media, 2013

Das Album Rich Kidz wurde am 25. Oktober 2013 veröffentlicht. Die erste Single V.I.P. mit The Product G&B schaffte es auf Platz 4 der deutschen Charts. Die Songs Belstaff und Rich Kidz gelangten in die österreichischen Charts. Die Single Keep Calm (Fuck U) erschien am 18. Oktober. Sie belegte Rang 11 in den deutschen Singlecharts.

### Deutschland sucht den Superstar (2014)
Kay One war 2014 neben Dieter Bohlen, Marianne Rosenberg und der Frontfrau der Musikgruppe Mia, Mieze Katz, Juror in der elften Staffel von Deutschland sucht den Superstar.

### 2014:United
Im Jahr 2014 gab Kay One bekannt, dass er mit dem schweizerischen Rapper Patrick Miller, bei dessen Lied Dancing in London er bereits mitwirkte, an einem WM-Song arbeite. Das Lied erschien am 12. Juni 2014 und trägt den Namen United. Mit United wollten die beiden Rapper keinen Supportsong für die deutsche Mannschaft schreiben, sondern intern für jedes Land. Wirkung zeigen insbesondere ein kurzer Dialog beider Musiker in der Mitte des Liedes, die unterschiedlichen im Song vorhandenen Sprachen, sowie die Tatsache, dass Kay One deutsch-philippinischer Abstammung und Patrick Miller schweizerisch-kenianischer Herkunft ist.

### J.G.U.D.Z.S. und Der Junge von damals (seit 2015)
Am 19. Juni 2015 erschien Kay Ones viertes Soloalbum J.G.U.D.Z.S. – Jung genug um drauf zu scheissen, das Platz 4 der deutschen Charts erreichte. Am 2. September 2016 folgte sein fünftes Soloalbum Der Junge von damals. Außerdem wirkte Kay One in den auf RTL II ausgestrahlten, eigenen Doku-Soaps Kay One – Prinzessin gesucht! (2015) und Kay One – Sängerin gesucht (2016) mit.

### Señorita und Makers Gonna Make (seit 2017)
Am 7. September 2018 erschien mit Makers Gonna Make Kay Ones sechstes Studioalbum. Nur einen Tag später folgte mit Señorita, ein Duett mit dem Sänger Pietro Lombardi, die zweite Singleauskopplung aus dem Album. Diese erreichte Nummer-eins-Platzierungen in Deutschland sowie Österreich. In Deutschland erreichte die Single mit über einer Million verkauften Einheiten Diamant-Status, womit Señorita zu den meistverkauften Singles in Deutschland zählt. Das Stück wurde als Sommerhit mehrfach mit dem Anfang des Jahres erschienenen Despacito von Luis Fonsi verglichen.

### Privates
2008 war Kay One mit der Monrose-Sängerin Mandy Capristo liiert.

## Konflikt mit Bushido (2012–2021)
Am 10. April 2012 gab Kay One bekannt, dass er sich vom Label ersguterjunge verabschieden werde. Fünf Tage zuvor hatte Bushido die Wortmarke „Kay One“ beim Deutschen Patent- und Markenamt angemeldet. Kay One äußerte sich darüber negativ und meinte, man wolle seine Karriere beenden. Gegen die Anmeldung der Wortmarke wurde zunächst Widerspruch erhoben und ein Jahr später schließlich ein Antrag auf Löschung gestellt.
Im Mai 2012 wurde Kay One laut eigener Aussage nach zwei Auftritten von maskierten Leuten mit Messern angegriffen, wobei er allerdings nicht verletzt wurde. Er warf Bushido vor, diese Leute geschickt zu haben, und bezichtigte ihn daraufhin einer Straftat; Bushido äußerte sich öffentlich und verneinte diese Vorwürfe.
Im Mai 2013 brachte Bushidos Kollege Shindy, der sich ebenfalls im Streit mit Kay One befand, den Disstrack Alkoholisierte Pädophile heraus. In diesem unterstellte er Kay One unter anderem, er (Shindy) habe für Kay die Texte für das Album Prince of Belvedair geschrieben, ohne jemals von Kay Geld dafür bekommen zu haben. Besonders großes Aufsehen erregte allerdings der Vorwurf der Pädophilie gegen Kay und dessen Stiefvater Olliwood. Kay ließ den Disstrack kurz darauf sperren und kündigte kurz darauf auf Facebook an, die ganze Wahrheit ans Licht zu bringen.
Am 1. August 2013 erschien schließlich der Disstrack Nichts als die Wahrheit von Kay One, wobei dieser betonte, dass der Song kein Diss, sondern schlicht die Wahrheit sei. Im Song rappt Kay One über seine Vergangenheit mit Bushido und Shindy. Dort wirft er ihnen unter anderem vor, dass nicht er, sondern Shindy und Bushido pädophil seien und Bushido seine eigene Frau mit einem 17-jährigen Mädchen betrogen habe. Bushido kündigte daraufhin auf YouTube an, auch einen Disstrack herauszubringen. Ein weiterer Höhepunkt des Streits war der Auftritt von Kay One bei Stern TV, bei dem er über Bushidos Mafiaangelegenheiten sprach. So behauptete Kay One, er sei Sklave der Familie Abou-Chaker gewesen, wie auch Bushido, der selbst aus Berlin fliehen wolle.
Die Antwort Bushidos folgte am 22. November 2013 unter dem Namen Leben und Tod des Kenneth Glöckler auf seinem offiziellen YouTube-Channel. Der elfminütige Disstrack spiegelt Kay Ones Karriere wider und behauptet, dieser habe jeden seiner alten Kameraden im Stich gelassen, nur um viel Geld zu verdienen. Kay One bezeichnete Bushido darauf auf Facebook als Hassprediger und dessen Aktivität als reinsten „Promo-Move“.
Seit Kay Ones Veröffentlichungen über Bushidos Beziehungen zum Abou-Chaker-Clan steht er unter Polizeischutz, da er Morddrohungen erhielt.
Nach einer Ankündigung im August 2014 erschien schließlich am 28. November 2014 die Antwort auf Bushidos Disstrack in Form eines 25-minütigen Videos mit dem Titel Tag des Jüngsten Gerichts. In diesem reflektiert er seine ganze Rapkarriere aus der eigenen Sicht, schildert wie er zunächst von Kool Savas unter Vertrag genommen werden sollte, dann aber von diesem an Royal Bunker vermittelt wurde. Kay One beschreibt die Veränderungen im Verhältnis zu Weggefährten wie Jaysus, Eko Fresh, Shindy oder auch Bushido, die oft auch das Privatleben der einzelnen Personen betreffen, von Geldgier, Lügen, Größenwahn, Verrat, Skrupellosigkeit und Einschüchterungsversuchen berichten, Rachegedanken artikulieren und Enttäuschung über einstige Freunde ausdrücken. Kay One wirft den beiden letztgenannten ebenfalls Pädophilie vor, behauptet, Shindy drohe deshalb sogar eine Gefängnisstrafe, und berichtet, dass Bushido stets Ghostwriter benutzte, was er neben massiven Geldforderungen des Abou-Chaker-Clans als Hauptursache für den Bruch mit ersguterjunge darstellt. In Form von Einspielungen von Telefonmitschnitten, Clips und Interviewaussagen versucht er seine Darstellung an etlichen Stellen zu belegen. Kay One resümiert, dass Bushido seine Tracks nie selbst schrieb, sondern dass Eko Fresh, Sentino, Shindy und er selbst das taten. Er behauptet dies dadurch beweisen zu können, dass er die Goldenen Schallplatten für die Alben erhielt, die er für Bushido schrieb und diese auch noch besitzt. Dabei soll es sich um acht Alben handeln, konkret um die zwischen 7 und Jenseits von Gut und Böse. Auch unterstellt er Eko Fresh, der wahre Autor von Leben und Tod des Kenneth Glöckler zu sein. Daneben bietet er eine Vielzahl von weiteren Vorwürfen, Rechtfertigungen und Angriffen, Drohungen und Behauptungen sowie persönliche Schilderungen der einzelnen Phasen seines Lebens dar. Im Mai 2020 verkündete Bushido in einem Livestream, dass er Kay alles Gute wünsche und machte ihm ein Friedensangebot. Am 17. Januar 2021 verkündete Kay One in seiner Instagram-Story, dass er sich mit Bushido ausgesprochen habe und alles geklärt sei.

## Diskografie
Studioalben

| Jahr | Titel                                           | Höchstplatzierung, Gesamtwochen, AuszeichnungChartplatzierungen (Jahr, Titel, Platzierungen, Wochen, Auszeichnungen, Anmerkungen) | Höchstplatzierung, Gesamtwochen, AuszeichnungChartplatzierungen (Jahr, Titel, Platzierungen, Wochen, Auszeichnungen, Anmerkungen) | Höchstplatzierung, Gesamtwochen, AuszeichnungChartplatzierungen (Jahr, Titel, Platzierungen, Wochen, Auszeichnungen, Anmerkungen) | Anmerkungen                                                |
| Jahr | Titel                                           | DE | AT | CH | Anmerkungen                                                |
| ---- | ----------------------------------------------- | --- | --- | --- | ---------------------------------------------------------- |
| 2010 | Kenneth allein zu Haus                          | DE7 (6 Wo.)DE | AT12 (2 Wo.)AT | CH43 (4 Wo.)CH | Erstveröffentlichung: 7. Mai 2010                          |
| 2012 | Prince of Belvedair                             | DE4 (11 Wo.)DE | AT4 (5 Wo.)AT | CH7 (6 Wo.)CH | Erstveröffentlichung: 9. März 2012                         |
| 2013 | Rich Kidz                                       | DE1 Gold · (19 Wo.)DE | AT3 (10 Wo.)AT | CH5 (6 Wo.)CH | Erstveröffentlichung: 25. Oktober 2013 Verkäufe: + 100.000 |
| 2015 | J.G.U.D.Z.S. – Jung genug um drauf zu scheissen | DE4 (7 Wo.)DE | AT2 (4 Wo.)AT | CH1 (5 Wo.)CH | Erstveröffentlichung: 19. Juni 2015                        |
| 2016 | Der Junge von damals                            | DE3 (4 Wo.)DE | AT2 (3 Wo.)AT | CH6 (4 Wo.)CH | Erstveröffentlichung: 2. September 2016                    |
| 2018 | Makers Gonna Make                               | DE4 (3 Wo.)DE | AT6 (2 Wo.)AT | CH13 (1 Wo.)CH | Erstveröffentlichung: 7. September 2018                    |

## Filmografie
- 2009: Horst Schlämmer – Isch kandidiere!
- 2010: Zeiten ändern dich
- 2017: Jerks. (Fernsehserie, Folge „Samenraub“)